# Spule (Elektrotechnik)

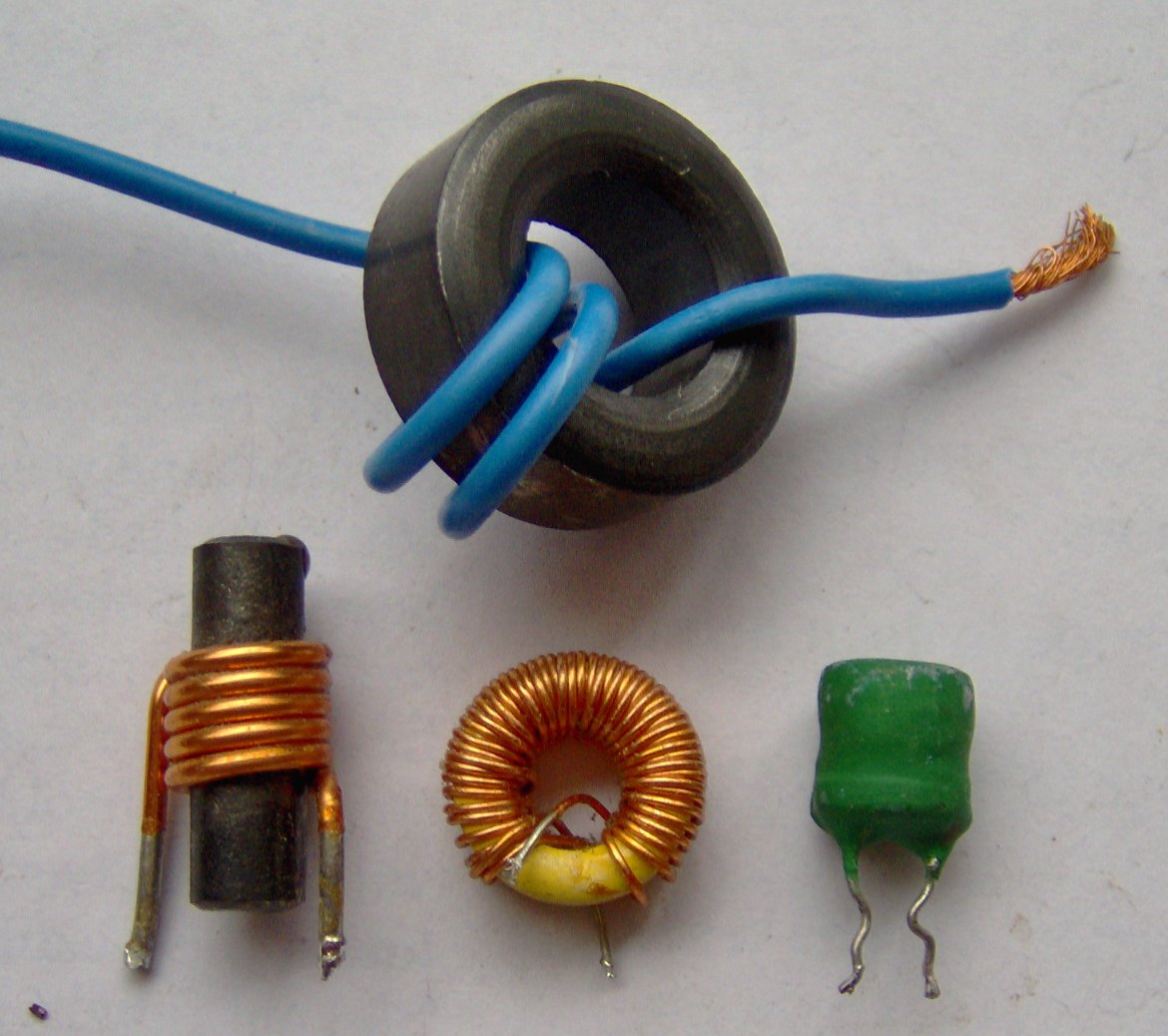
Spulen in unterschiedlichen Formen mit und ohne Ferritkern (Hochfrequenzdrosseln)

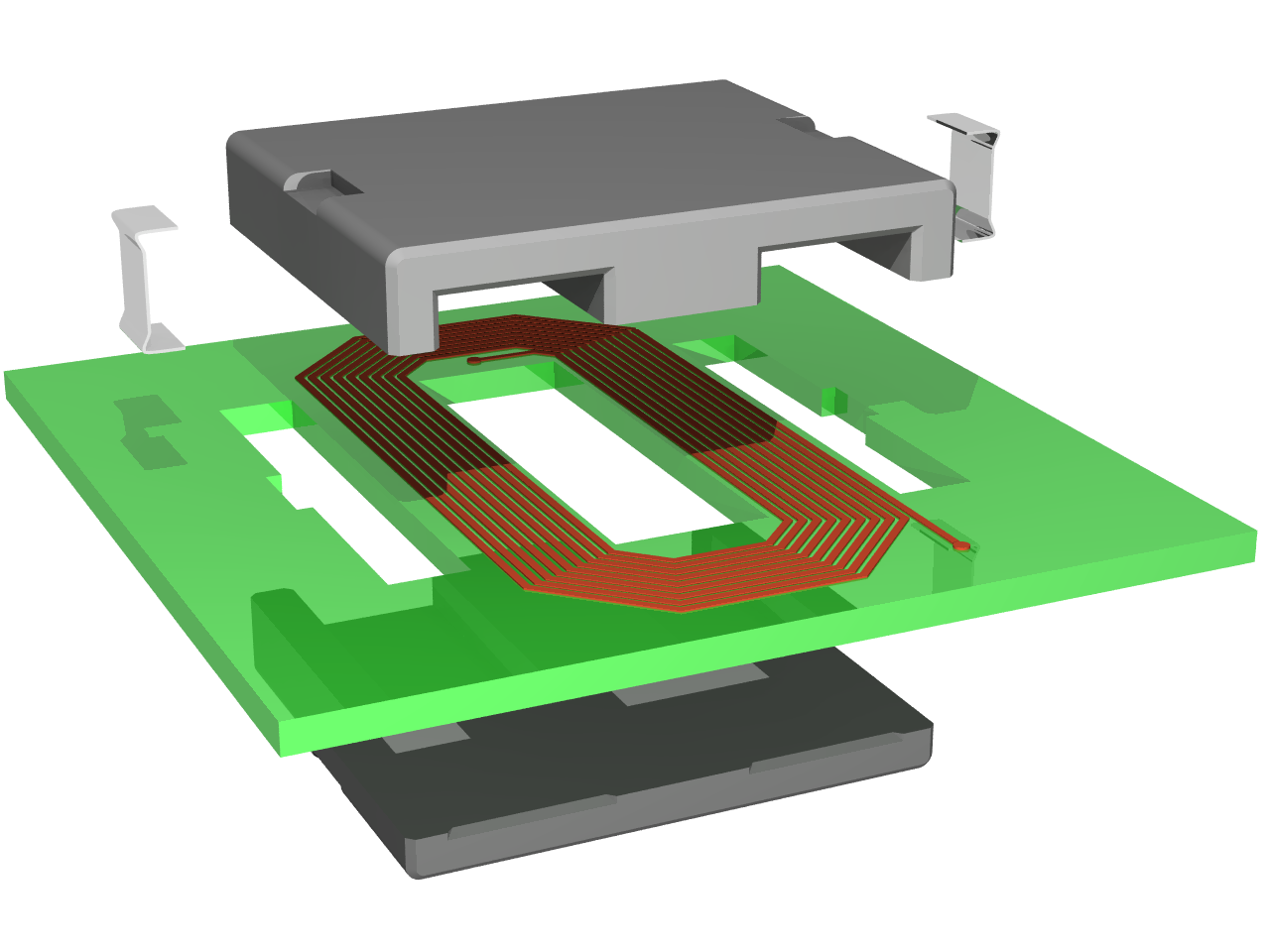
Spule als Gedruckte Schaltung mit Ferritkern

Spulen sind in der Elektrotechnik einerseits Wicklungen und Wickelgüter, die geeignet sind, ein Magnetfeld zu erzeugen oder zu detektieren. Sie sind elektrische Bauelemente oder Teile eines Gerätes, wie beispielsweise eines Transformators, Relais, Elektromotors, Lautsprechers oder Elektromagneten.
Andererseits sind separate Spulen induktive passive Bauelemente, deren wesentliche Eigenschaft eine definierte Induktivität ist. Sie werden überwiegend im Bereich der Signalverarbeitung für frequenzbestimmende Kreise, z. B. in LC-Schwingkreisen, Tiefpässen,
Hochpässen, Bandpässen, zur Signalphasengangkorrektur, zur Störungsunterdrückung, zur Stromflussglättung oder als Energiespeicher in Schaltnetzteilen sowie vielen weiteren elektrischen und elektronischen Geräten eingesetzt. Siehe auch Drossel (Elektrotechnik).
Die Einsatzhäufigkeit der Spulen ist allerdings wesentlich geringer als die von Widerständen und Kondensatoren, da diese vielfach billiger und einfacher herstellbar sind und auch günstiger in elektronischen Halbleiterschaltkreisen integrierbar sind. Beim elektronischen Schaltungsentwurf wird daher häufig – wenn irgend möglich – die Nutzung von Spulen vermieden, wenn diese mit Kondensatoren, Widerständen und aktiven Bauelementen (Transistoren) nachgebildet werden können, beispielsweise mittels einer Gyrator-Schaltung.
Die meisten Spulen bestehen aus mindestens einer Wicklung eines Stromleiters aus Draht, Kupferlackdraht, versilbertem Kupferdraht oder Hochfrequenzlitze, der meist auf einem Spulenkörper (Spulenträger) gewickelt ist sowie überwiegend mit einem weichmagnetischen Kern versehen ist. Die Windungsanordnung und -form, der Drahtdurchmesser, das Wickel- und das Kernmaterial legen den Wert der Induktivität und die Spulengüte fest.
Darüber hinaus sind auch spiralförmig angelegte Leiterbahnen auf Leiterplatten, die gegebenenfalls mit umschließenden Ferritkernen umgeben sind, „Spulen“ im Sinne eines induktiven passiven Bauelementes. Die Windungen einer Spule müssen immer gegeneinander sowie gegen den häufig elektrisch leitenden Spulenkern isoliert sein, um einen Windungsschluss zu verhindern, der die Funktion der Spule wesentlich beeinträchtigen würde. Bei Spulen und Transformatoren mit mehreren Windungslagen bzw. Wicklungen aus Kupferlackdraht sind außerdem bei Spannungsdifferenzen ab etwa 50 Volt oft die einzelnen Windungslagen bzw. Wicklungen z. B. durch Lackpapier gegen Spannungsdurchschlag zusätzlich isoliert.

## Aufbau, Bauteilbezeichnungen

Schaltzeichen für Spulen, links nach IEC 617-4 (1983), rechts nach IEC 617-4 (1996) und DIN EN 60617-4 (1997)

Eine Spule ist ein aufgewickelter Draht, wobei die Windungen voneinander isoliert sind. Eine Windung ist ein Umlauf einschließlich der Zuleitungen. Es gibt nur ganzzahlige Windungszahlen. Ein Wickelkörper (Spulenkörper) muss nicht zwingend vorhanden sein. Fehlt der Wickelkörper oder ist er aus nichtmagnetischem Material, spricht man im mechanischen bzw. elektrischen Sinne von Luftspulen. Der Spulenkörper dient hier meist nur der mechanischen Stabilisation des Drahtes und hat im Gegensatz zum Spulenkern keinen magnetischen Einfluss.
Spulen gibt es auch in flacher Spiralform und mit rechteckigem oder beliebig anders geformtem Spulenquerschnitt. Sie können als spiralförmige Leiterbahn auch direkt auf einer Leiterplatte realisiert sein.
Spulen besitzen eine bestimmte Induktivität, diese Induktivität kann ihr eigentlicher Zweck (z. B. Drosselspulen, Filterspulen) oder nur sekundäre Eigenschaft sein (z. B. Transformatoren, Zugmagnete, Relaisspulen).
Bei Elektromotoren werden die Spulen als Wicklung und z. B. bei der Pupinspule als Bespulte Leitung bezeichnet.
Neben dem aufgewickelten Draht und dem Spulenkörper weist die Spule im Inneren oft einen (Spulen-)Kern (s. u.) auf, um die Induktivität zu erhöhen.
Das Wort Spule weist auf die Bauform hin (siehe Spule (Rolle)).
Die Induktivität einer Spule wird in der Einheit Henry gemessen (siehe Henry (Einheit)).

## Funktionsweise
Die Haupteigenschaft von Spulen ist ihre Induktivität. Die Induktivität ergibt sich aus der Anzahl der Windungen der Spule, dem von der Spule eingeschlossenen Material und den Abmessungen. Durch die magnetische Verkettung (Flussverkettung) der einzelnen Windungen untereinander, bedingt durch die räumlich nahe Anordnung der einzelnen Windungen, steigt die Induktivität von gewickelten Spulen theoretisch im Quadrat mit der Windungsanzahl. Eine Verdoppelung der Windungszahl bei gleichen geometrischen Abmessungen bewirkt somit eine Vervierfachung der Induktivität.
Wird an die Anschlüsse der Spule eine elektrische Spannung angelegt, so ändert sich der Strom (welcher bei diesem Versuch durch die Spannungsquelle hindurchfließt) nicht schlagartig. Bei einer idealen Spule mit der Induktivität 1 H und einer Spannung von 1 V ist der Strom nach 1 s auf 1 A angewachsen. Eine Spannung kann auch am ohmschen Widerstand (Innenwiderstand) einer nicht idealen Spule selbst entstehen, oder an einem in den Stromkreis der Spule eingefügten Widerstand. Die Änderung des Stromes durch die angelegte Spannung bzw. den Spannungsabfall kommt erst zum Erliegen, wenn durch den Strom am Innenwiderstand eine entsprechende Gegenspannung entsteht. Eine kurzgeschlossene ideale Spule (vergleiche: Supraleiter) entlädt sich theoretisch niemals. Gleichzeitig mit dem Strom durch den Spulendraht entsteht ein Magnetfeld in der Spule.
Ein sich ändernder magnetischer Fluss eines von außen angelegten Magnetfeldes erzeugt an einer (kurz-)geschlossenen Leiterschleife einen Induktionsstrom und an den Enden des offenen elektrischen Leiters entsprechend eine Induktionsspannung. Diese Spannung ist dabei so gerichtet, dass sie ihrer Ursache (dem Strom) entgegenwirkt (Lenzsche Regel). Eine Zunahme der Änderungsrate des magnetischen Flusses führt zur Erhöhung der Spannung, die dem Strom entgegenwirkt. Der Proportionalitätsfaktor zwischen sich zeitlich änderndem Strom durch den Leiter und der dabei entstehenden Selbstinduktionsspannung wird als Induktivität bezeichnet.
Reale Spulen besitzen neben der eigentlichen gewünschten Induktivität auch noch andere, im Regelfall unerwünschte elektrische Eigenschaften wie einen elektrischen Widerstand, parasitäre Kapazitäten und damit mindestens eine elektrische Resonanzstelle (Eigenresonanz, Parallelschwingkreis) oder bei einem die Induktivität erhöhenden Spulenkern eine störende Remanenz sowie Wirbelstromverluste. Alle diese Parameter sind temperatur- und arbeitsfrequenzabhängig. Ihr Einsatz ist daher auch nur bis zu einer bauelementetypischen maximalen Grenzfrequenz sinnvoll, wo noch ein ausreichender induktiver Blindwiderstand bzw. Phasenwinkel in der entsprechenden Einsatzschaltung wirkt.
Soll ein hochwertiger Widerstand, bestehend aus einem langen aufgewickelten (Widerstands-)Draht, dagegen eine besonders geringe Induktivität haben, muss der mechanische Widerstandsdrahtträger, z. B. ein Porzellanrohr mit Kontaktschellen, bifilar mit einem gegenläufigen Draht bewickelt werden. So heben sich die entgegengesetzt gerichteten magnetischen Flüsse nahezu auf. Dieses Verfahren wird beispielsweise für Drahtlastwiderstände für den hohen Niederfrequenzbereich bis etwa 100 kHz angewendet.

## Magnetfeld und Stromfluss

Magnetfeld einer Spule

Folgende Merksätze können benutzt werden, um festzustellen, welches Ende einer Spule bei einem durch sie fließenden Gleichstrom einen magnetischen Nord- und welches Ende einen Südpol bildet (als Stromrichtung ist die technische Stromrichtung, d. h. vom Plus- zum Minus-Pol, zu benutzen):
- Schaut man auf ein Spulenende und wird dieses im Uhrzeigersinn vom elektrischen Strom durchflossen, so entsteht dort ein magnetischer Südpol.
- Schaut man auf ein Spulenende und wird dieses gegen den Uhrzeigersinn vom elektrischen Strom durchflossen, so entsteht dort ein magnetischer Nordpol.
- Umfasst man mit seiner rechten Hand die Windungen der Spule so, dass die Finger (außer dem Daumen) entlang der Windungen jeweils in die technische Stromrichtung gerichtet sind, so zeigt der Daumen in die Richtung des magnetischen Nordpols der Spule.

Im Inneren einer schlanken Spule (Länge viel größer als Durchmesser) der Länge {\displaystyle l} mit {\displaystyle n} Windungen, in denen ein elektrischer Strom {\displaystyle I} fließt, entsteht das Magnetfeld mit der Feldstärke
{\displaystyle H=I\cdot {\frac {n}{l}}}
Die Flussdichte B ergibt sich mit der vom Spulenkern (s. u.) abhängigen Materialkonstanten μr und der magnetischen Feldkonstanten μ0 somit zu
{\displaystyle B=\mu _{r}\cdot \mu _{0}\cdot H=\mu _{r}\cdot \mu _{0}\cdot I\cdot {\frac {n}{l}}} 

## Spulenkerne
Spulenkerne haben die Aufgabe, die Induktivität der Spule zu verstärken oder zu verringern. Die durch einen magnetischen Kern erreichte Erhöhung der Induktivität führt zu einer Verringerung der für einen bestimmten Induktivitätswert erforderlichen Windungszahl bzw. Leiterlänge und damit zur Verringerung des störenden elektrischen Widerstandes der Spule.
Kerne aus elektrischen Leitern wie Kupfer oder Aluminium, die durch Feldverdrängung die Induktivität verringern, werden zur Abstimmung von (Schwingkreis-)Spulen im Hochfrequenzbereich, z. B. bei UKW-Tunern, verwendet.

### Spule mit Eisenkern

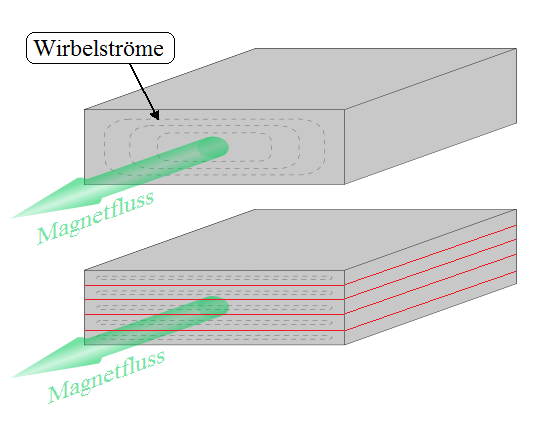
Wirbelströme im Eisenblock (oben) und in laminierten Blechen (unten)

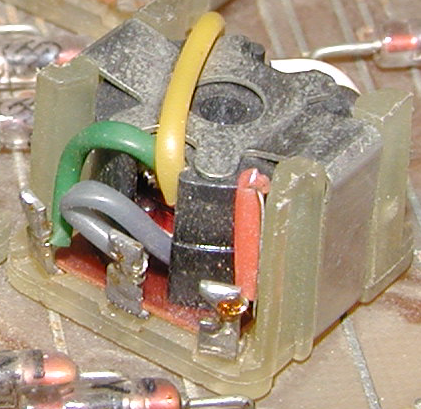
Spule mit Schalenkern

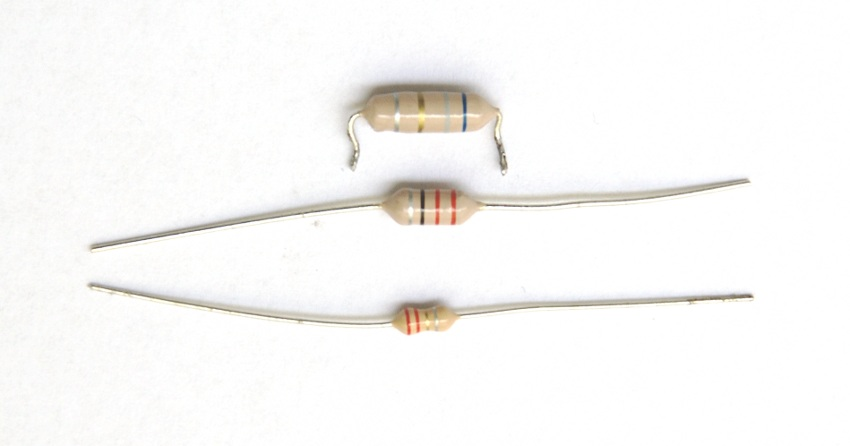
Festinduktivitäten mit Farbringen.
Oben: 6,8 µH
Mitte: 22 µH
Unten: 2,2 µH

Wird in eine Spule ein Eisenkern eingesetzt, so werden durch dessen ferromagnetische Eigenschaften die Permeabilität und damit auch die magnetische Flussdichte in der Spule erhöht. Somit kommt man mit wesentlich weniger Windungen und dadurch mit viel weniger Bauelementevolumen aus, um eine benötigte Induktivität zu erreichen. Ab einer bestimmten materialabhängigen Flussdichte tritt aber eine störende Sättigungsmagnetisierung des Kerns auf.
Weil das Eisen des Kerns ein elektrischer Leiter ist, wird darin wie in einer von Wechselstrom durchflossenen Kurzschluss-Spule ein unerwünschter Wirbelstrom induziert, der den Eisenkern erwärmt. Diesen Wirbelstrom kann man verringern, wenn der Kern nicht aus einem massiven Stück Eisen, sondern aus einem Stapel von Eisenblechen besteht. Diese müssen voneinander durch Lackschichten oder (früher) Papier isoliert sein, um den Wirbelstrom zu unterbrechen.
Bei sehr hohen Frequenzen wird die Spule mit elektrisch nichtleitendem Pulver-Pressstoff oder  ferrimagnetischem Material wie zum Beispiel Ferrit gefüllt, um die Induktivität zu erhöhen.
Diese magnetischen Kernmaterialien weisen typischerweise einen Hysterese-Effekt (Remanenz) auf, der zu elektrischen Verlusten führt, weil bei jeder Periode eines Wechselstroms der Kern ummagnetisiert werden muss. Außerdem kommt dadurch eine Verformung der Stromkurve mit zusätzlichen Spitzen in jeder Periode zustande, die bei manchen Anwendungen unwillkommen ist, da sie den Klirrfaktor erhöhen. Die Verluste, die durch Wirbelströme und Hysterese auftreten, nennt man Eisenverluste.
Auch wird das Einschaltverhalten von Spulen mit Eisenkern wesentlich komplexer, weil, je nach Zustand des Kerns vor dem Einschalten, fast gar keine Magnetisierung besteht oder aber als Remanenz schon eine merkliche Magnetisierung wirkt, die entweder der Strompolarität entspricht oder auch entgegengesetzt sein kann und dann durch den Einschaltstrom erst ummagnetisiert werden muss. Diese Effekte führen dazu, dass im Extremfall beim Einschalten einer Spannung Sicherungen auf Grund eines möglichen Einschaltstromstoßes bis zum zeitlichen Erreichen der nominellen, erst später strombegrenzenden Induktivität vorher schon ansprechen, obwohl eigentlich gar kein Überlastfall vorliegt. Bei größeren Induktivitäten, wie Transformatoren oder Drosselspulen mit Eisenkern, muss in Wechselstrom-Leistungsanwendungen daher häufig speziell für den Einschaltfall besondere Vorsorge getroffen werden, siehe beispielsweise bei Transformatorschaltrelais. Aber auch beim Ausschalten sind auftretende Selbstinduktionsspannungen schaltungstechnisch zu beachten. Bei Kleinsignalanwendungen führen die Hystereseeffekte lediglich zu einer verminderten Güte des Bauteils im Einschaltmoment. Bei Spulen und besonders bei Transformatoren größerer Leistung, schon ab wenigen Watt beginnend, tritt häufig im Niederfrequenzbereich eine störende akustische Geräuscherzeugung des Kernmaterials auf, das als Netzbrummen bezeichnet wird. Es hat seine Ursache in geringen mechanischen Größenänderungen des Kerns auf Grund des wechselnden Magnetfeldes, siehe Magnetostriktion. Vermindert werden kann dieser Effekt durch Vakuumtränkung mit Speziallack, was gleichzeitig noch die Spannungsfestigkeit zwischen verschiedenen (Transformator-)Spulen erhöht.
Die Elementarmagnete im Eisenkern richten sich nach den Polen der Spule.
Ist der Nordpol links, so sind die Nordpole der Elementarmagneten ebenfalls links.
Die Feldlinien treten demnach am Nordpol aus und dringen am Südpol wieder in das Spuleninnere ein. Im Spuleninneren verlaufen die Feldlinien von Süd nach Nord. Bei einer langgestreckten Spule mit vielen Windungen ist das Magnetfeld im Inneren homogen, es ähnelt dem Magnetfeld zwischen den Schenkeln eines Hufeisenmagneten. Im Außenraum ähnelt das Spulenfeld dem eines Stabmagneten.

### Kerne bei Hochfrequenzspulen
Meist wird für diesen Zweck ein Kern aus gepresstem magnetischem Pulver (Pulverkern) oder Ferrit verwendet. Zur Filterung hochfrequenter Störungen werden unter anderem Toroidspulen bzw. Ringkerndrosseln eingesetzt.
Bei abstimmbaren Spulen werden Ferritkerne mit einem Gewinde verwendet; Details dazu im Abschnitt Abgleichspule.

## Hochfrequenzspulen

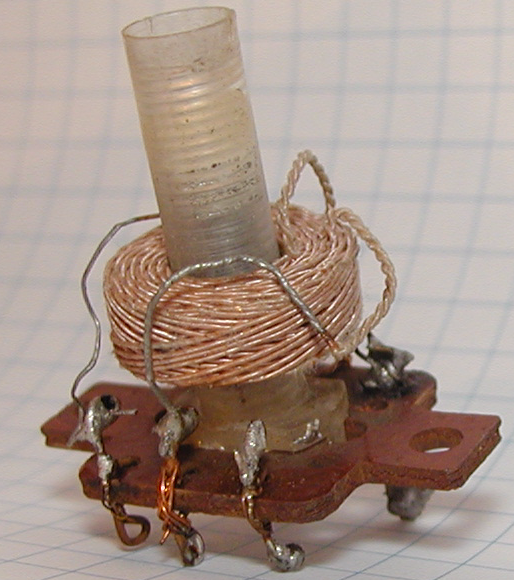
Kreuzwickelspule aus HF-Litze mit trimmbarem Eisenpulverkern für den Mittelwellenbereich

Mit zunehmender Frequenz werden die Ströme immer mehr an die Oberfläche des Drahtes verdrängt (Skineffekt).
Die Drahtoberfläche entscheidet dann zunehmend über die Güte der Spule. Ab ca. 100 kHz verwendet man zur Verringerung der Verluste daher oft Hochfrequenzlitze als Wickelmaterial; sie besteht aus mehreren, voneinander isolierten feinen Drähten. Ab etwa 50 MHz werden die Spulen meist freitragend mit dickerem Draht ausgeführt. Eine versilberte Oberfläche kann die Verluste zusätzlich vermindern. Kerne für Hochfrequenzspulen bestehen aus einem ferromagnetischen, elektrisch nichtleitenden Material. Damit werden Wirbelströme im Kern verhindert. Auch mit der Bauform kann man eine Spule hochfrequenztauglich machen, indem man bei solchen mit hohen Windungszahlen (beispielsweise für den Mittelwellenbereich) parasitäre Kapazitäten durch besondere Wickelformen verringert (Waben-, Korbboden- oder Kreuzwickelspulen).

### Spulen für Oszillatoren
Spulen in Oszillatoren oder auch Bandfiltern sollen grundsätzlich ihre Induktivität möglichst genau einhalten. Ein geringer noch vorhandener Temperaturkoeffizient, der hauptsächlich durch das verwendete Kernmaterial verursacht wird, kann durch einen gegengerichteten Temperaturkoeffizienten der verwendeten Schwingkreiskapazität bei entsprechender Bauelementeauswahl und Dimensionierung der Teilkondensatoren fast vollständig kompensiert werden.
Luftspulen können bei Erschütterung durch kleinste Induktivitätsänderungen eine Frequenzmodulation verursachen. Sie werden deshalb auf einen Spulenkörper gewickelt, mit Lack oder Kleber fixiert oder ganz in Wachs eingebettet.

## Wechselstromverhalten

Phasenverschiebung zwischen Strom und Spannung durch induktive Belastung

Verbraucherzählpfeilsystem: Strom- und Spannungspfeile zeigen im Bauelement in dieselbe Richtung

Wird eine Spule an Wechselspannung angelegt, so wechseln der Strom und das Magnetfeld ebenfalls periodisch ihre Richtung. Zwischen dem zeitlichen Verlauf des Spulenstromes i(t) und der Klemmenspannung u(t) besteht der Zusammenhang
{\displaystyle u(t)=L\cdot {\frac {\mathrm {d} i(t)}{\mathrm {d} t}}},
wobei t die Zeit und L die Selbstinduktivität der Spule ist. Hier sind Strom und Spannung, wie bei passiven Bauelementen üblich, im Verbraucherzählpfeilsystem angegeben.
Da der Strom wegen des Energietransports in das magnetische Feld nur allmählich steigen bzw. fallen kann, folgt er dem Verlauf der Spannung stets mit zeitlicher Verzögerung; er ist phasenverschoben. Unter idealen Bedingungen (bei vernachlässigbar kleinem ohmschen Widerstand) eilt die Wechselspannung dem Strom um 90° voraus. Es besteht eine Trägheit der Spule gegen Stromänderungen. (Merksatz: „Bei Induktivitäten die Ströme sich verspäten“.)
Fließt Strom durch eine Spule, wird im Magnetfeld Energie gespeichert:
{\displaystyle E_{\mathrm {mag} }={\tfrac {1}{2}}LI^{2}}
Rechnerisch folgt die Phasenverschiebung aus den Ableitungsregeln für trigonometrische Funktionen: Wird beispielsweise ein sinusförmiger Strom
{\displaystyle i(t)=I_{0}\cdot \sin(\omega t)}
in die Spule eingeprägt, so ergibt sich die Spannung an der Spule durch mathematische Ableitung zu
{\displaystyle u(t)=L\cdot {\frac {\mathrm {d} i(t)}{\mathrm {d} t}}=\omega L\cdot I_{0}\cdot \cos(\omega t)}.
Das Verhältnis von maximaler Spulenspannung und maximalem Spulenstrom beträgt bei sinusförmiger Anregung
{\displaystyle {\frac {U_{0}}{I_{0}}}=\omega L}.
Der Spule kann so ein komplexer Wechselstromwiderstand (Impedanz): {\displaystyle {\underline {Z}}=\mathrm {j} \omega L} zugeordnet werden, der jedoch im Gegensatz zu einem ohmschen Widerstand keine Leistung in Wärme (Verlustleistung) umsetzt. Das rührt daher, dass während einer Viertelperiode von der Spule Energie aufgenommen und in der nächsten Viertelperiode wieder abgegeben wird. Dadurch pendelt die Energie nur hin und her, ohne Arbeit zu verrichten. Man nennt diese spezielle Form von Widerstand Blindwiderstand und den Strom Blindstrom.
Für eine Spule der Induktivität L und einen Wechselstrom der Frequenz f errechnet sich der Blindwiderstand (Reaktanz)
{\displaystyle X=\Im {({\underline {Z}})}}
zu
{\displaystyle X=2\pi f\cdot L=\omega \cdot L}
mit der Dimension [V/A].
{\displaystyle \omega =2\pi f}
nennt man die Winkelfrequenz oder auch Kreisfrequenz.
Der Blindwiderstand wächst mit steigender Frequenz, wobei der ohmsche Drahtwiderstand gleich bleibt. Daher hat eine für Wechselspannung konzipierte Spule an einer gleich großen Gleichspannung (f = 0 Hz) einen sehr viel geringeren Widerstand, da nur noch der Drahtwiderstand den Strom behindert.

### Spulengleichung
Die Spulengleichung
{\displaystyle u(t)=L\cdot {\frac {\mathrm {d} i(t)}{\mathrm {d} t}}}.

Zusammenhang von Selbstinduktionsspannung und Klemmenspannung

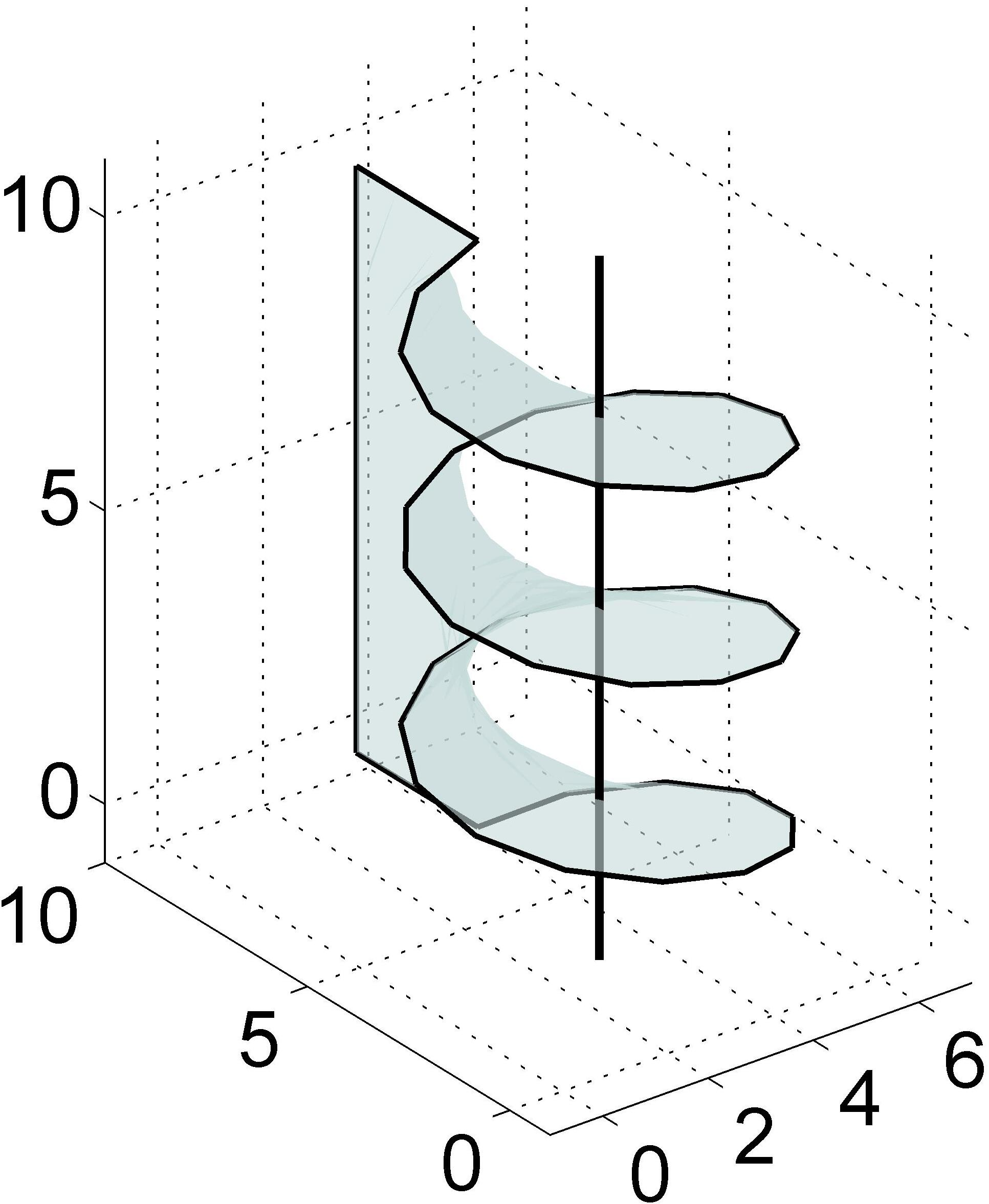
Fläche einer Spule mit drei Windungen

ergibt sich in der angegebenen Form ausschließlich bei linearem Materialverhalten des Kerns mit {\displaystyle B=\mu _{0}\mu _{r}H} und bei einer vernachlässigbar kleinen elektrischen Feldstärke im Wickeldraht. Dies soll im Folgenden mithilfe von Induktions- und Durchflutungsgesetz gezeigt werden.
Das Induktionsgesetz lautet in allgemeiner Form:
{\displaystyle \oint \limits _{\partial A}{\vec {E}}{\text{d}}{\vec {s}}=-\iint \limits _{A}{\frac {\partial {\vec {B}}}{\partial t}}\mathrm {d} {\vec {A}}}.
Es soll in diesem Fall für eine ruhende Konturlinie {\displaystyle \partial A} angewendet werden und kann daher auch in der speziellen Form
{\displaystyle \oint \limits _{\partial A}{\vec {E}}{\text{d}}{\vec {s}}=-{\frac {\text{d}}{{\text{d}}t}}\iint \limits _{A}{\vec {B}}\mathrm {d} {\vec {A}}}
notiert werden.
Als Integrationsweg wählen wir den im nebenstehenden Bild mit gestrichelten Linien eingezeichneten Weg (dort {\displaystyle \partial r} statt {\displaystyle \partial A}). Die zugehörige Spulenfläche wird im zugehörigen Video veranschaulicht.
Berücksichtigt man, dass die elektrische Feldstärke im Leiter näherungsweise gleich null ist, so speist sich das Ringintegral über die elektrische Feldstärke {\displaystyle {\vec {E}}} ausschließlich aus der negativen Klemmenspannung {\displaystyle -u(t)}. Das negative Vorzeichen kommt daher, dass der Integrationsweg entgegen der Pfeilrichtung der Klemmenspannung durchlaufen wird. Somit gilt:
{\displaystyle u(t)={\frac {\text{d}}{{\text{d}}t}}\iint \limits _{A}{\vec {B}}\mathrm {d} {\vec {A}}}
Bei linearem Kernverhalten sind der magnetische Fluss {\displaystyle \Psi =\iint \limits _{A}{\vec {B}}\mathrm {d} {\vec {A}}} durch die Gesamtspule und der Strom {\displaystyle i(t)} zueinander streng proportional, so dass man einen Proportionalitätsfaktor {\displaystyle L} (die sog. Induktivität) einführen kann. Es gilt dann:
{\displaystyle u(t)={\frac {\text{d}}{{\text{d}}t}}\left(L\cdot i(t)\right)}
Wenn das Kernmaterial sein Verhalten mit der Zeit nicht ändert und seine Position relativ zu den Schleifen konstant bleibt, ist L zeitunabhängig, und man kann auch schreiben:
{\displaystyle u(t)=L\cdot {\frac {\text{d}}{{\text{d}}t}}\left(i(t)\right)}

### Parasitärelemente

Zeigerdiagramm des Scheinwiderstandes Z einer Spule

Reale Spulen zeigen im Wechselstromkreis ein Phänomen, das mit Hilfe des topologischen Zeigerdiagramms erklärt werden kann. Der äquivalente ohmsche Serienwiderstand (ESR), der als Kupferwiderstand mit Gleichstrom bestimmt werden kann, scheint im Wechselstrombetrieb höher zu sein. Gründe dafür sind bauart- und materialbedingte zusätzliche Verluste (Wirbelstrom- und Ummagnetisierungsverluste im Kern, Skineffekt und Proximity-Effekt). Sie führen dazu, dass eine geringere Veränderung der Phasenlage des Stromes bzw. ein höherer Wirkanteil der elektrischen Verlustleistung auftritt, als es aufgrund des Kupferwiderstandes zu erwarten wäre.
Scheinbar ändert sich demnach der ESR (der Realteil von Z) gegenüber dem mit Gleichstrom bestimmten Wert. Diese parasitären Komponenten können zum Beispiel mit einer Messbrücke nachgewiesen werden, die in der Lage ist, Real- und Imaginärteil getrennt zu messen.

Ersatzschaltbild einer Spule mit magnetisierbarem Kern

Im Ersatzschaltbild der Spule mit der Induktivität L kann der ESR als Serienschaltung vom Kupferwiderstand RCu und einem frequenzabhängigen Kernwiderstand RFe dargestellt werden. Der Kernwiderstand setzt sich aus dem Wirbelverlust-, dem Hysterese- und dem Nachwirkungsanteil zusammen.
Ein weiterer parasitärer Effekt sind die Kapazitäten zwischen den Windungen untereinander und zwischen den Windungen und Anschlüssen. Diese Parasitärkapazitäten der Spule werden als Wicklungskapazität CP im Ersatzschaltbild zusammengefasst und liegen parallel zur Induktivität. Die Parasitärkapazitäten beeinflussen den Scheinwiderstand einer Spule deutlich. Bei Erhöhung der Frequenz von Null an steigt der Scheinwiderstand zunächst so an, wie es aufgrund der Induktivität zu erwarten wäre. Bei der Eigenresonanzfrequenz erlangt er dann seinen Maximalwert, um anschließend wieder zu sinken – nun zeigt die Spule kapazitives Verhalten.
Dieses Phänomen ist nachteilig bei Filter- und Entstöranwendungen, wo es erforderlich ist, dass auch sehr hohe Frequenzen durch die Spule noch ausreichend gedämpft werden. Man verringert den Effekt, indem man die Spule einlagig und langgestreckt oder kreuzlagig ausführt. Auch das verteilte Nacheinander-Bewickeln mehrerer Kammern ist üblich. Oft muss man bei Filteranwendungen (z. B. Netzfilter) verschiedene Spulenbauformen kombinieren, um einerseits hohe Induktivität und andererseits eine geringe parasitäre Kapazität zu erzielen.
Siehe auch: Blindleistungskompensation und komplexe Wechselstromrechnung

## Zu- und Abschaltvorgänge bei Gleichspannung

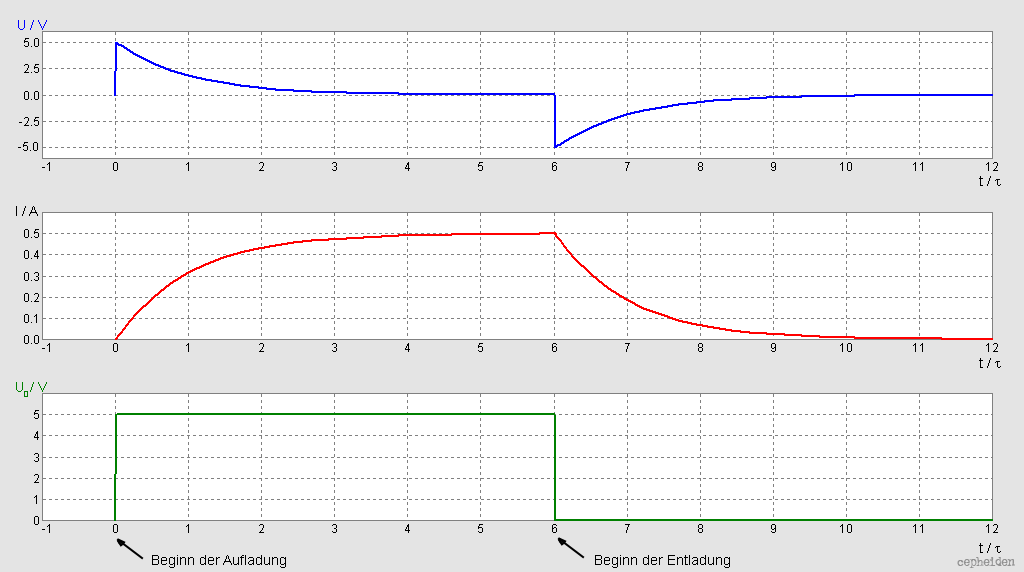
Zu- und Abschaltvorgang an einer realen Spule (R_{Draht} = 10 Ω) mit „idealer“ Freilaufdiode; oben: Selbstinduktionsspannung, Mitte: Strom, unten: Speisespannung; die Zeitachse ist in auf die Zeitkonstante normierten Einheiten skaliert

Schaltet man eine reale (das heißt: verlustbehaftete) Spule an eine Gleichspannung, nehmen Strom sowie Spannung folgenden zeitlichen Verlauf:
- beim Einschaltvorgang:

{\displaystyle i_{\mathrm {L} }(t)=I_{0}\cdot {\biggl (}1-\mathrm {e} ^{-{\frac {t}{\tau }}}{\biggr )}={\frac {U_{0}}{R_{\mathrm {L} }}}\cdot {\biggl (}1-\mathrm {e} ^{-{\frac {t\cdot R_{\mathrm {L} }}{L}}}{\biggr )}}
{\displaystyle u_{\mathrm {L} }(t)=U_{0}\cdot e^{-{\frac {t}{\tau }}}=U_{0}\cdot e^{-{\frac {t\cdot R_{\mathrm {L} }}{L}}}}
- beim Ausschaltvorgang:

{\displaystyle i_{\mathrm {L} }(t)=I_{0}\cdot e^{-{\frac {t}{\tau }}}={\frac {U_{0}}{R_{\mathrm {L} }}}\cdot e^{-{\frac {t\cdot R_{\mathrm {L} }}{L}}}}
{\displaystyle u_{\mathrm {L} }(t)=-U_{0}\cdot e^{-{\frac {t}{\tau }}}=-U_{0}\cdot e^{-{\frac {t\cdot R_{\mathrm {L} }}{L}}}}
mit:
- {\displaystyle \tau ={\tfrac {L}{R_{\mathrm {L} }}}} (Zeitkonstante)
- {\displaystyle L} – Induktivität der Spule
- {\displaystyle t} – Zeit
- {\displaystyle R_{\mathrm {L} }} – ohmscher (Draht-)Widerstand der Spule
- {\displaystyle I_{0}={\tfrac {U_{0}}{R_{\mathrm {L} }}}}
- {\displaystyle U_{0}} – Gleichspannung

Dieser Zusammenhang zeigt, dass sich der in einer Spule fließende Strom nicht sprunghaft ändern kann. Beim Einschalten eines Gleichstromkreises mit einer Spule verhindert die der Betriebsspannung entgegenwirkende Induktionsspannung einen raschen Stromanstieg. Dieser folgt den Gesetzen einer Exponentialfunktion. Wenn {\displaystyle R_{\mathrm {L} }} einen hohen Wert annimmt, wird {\displaystyle \tau } kleiner, somit ist der Stromanstieg auf den Endwert {\displaystyle I_{0}} eher abgeschlossen.
Ein plötzliches Abschalten des Spulenstromes ({\displaystyle -{\tfrac {\mathrm {d} i}{\mathrm {d} t}}\to \infty }) ist nicht möglich. In der Realität entsteht beim Versuch, den Strom zu unterbrechen, eine Spannungsspitze umgekehrter Polarität, deren Höhe nur von der parasitären Kapazität der Spule und anderen spannungsbegrenzenden Effekten (elektrischer Durchbruch, Überschläge, Schaltlichtbogen) abhängt. Sie können Schäden durch Überspannung verursachen.
Mit Gleichstrom betriebene Spulen werden daher oft durch eine parallelgeschaltete Schutzdiode geschützt, die beim Abschalten des (Speise-)Stroms das Weiterfließen des (Spulen-)Stroms ermöglicht und die in der Spule gespeicherte magnetische Energie größtenteils im Spulendraht und zu einem kleinen Teil in der Diode in Wärmeenergie umwandelt. Die hohe Spannungsspitze an den Anschlüssen der Spule wird damit verhindert, allerdings dauert es länger, bis der Strom auf geringe Werte abgesunken ist.
Die in der Spule vorherrschende magnetische Fluss wächst proportional zum elektrischen Strom. Die Proportionalitätskonstante wird als Induktivität bezeichnet; sie ist das wesentliche Merkmal einer Spule. Je größer die Induktivität {\displaystyle L} ist, desto mehr magnetischer Fluss {\displaystyle \Phi } wird von der Spule erzeugt und desto mehr Energie {\displaystyle W} kann eine Spule bei einem bestimmten Strom {\displaystyle I} speichern. Die Gleichungen
{\displaystyle \Phi =L\cdot I}
beziehungsweise
{\displaystyle I(\Phi )={\frac {\Phi }{L}}}
und
{\displaystyle W=\int _{0}^{\Phi }I(\varphi )\cdot \mathrm {d} \varphi =\int _{0}^{\Phi }{\frac {\varphi }{L}}\cdot \mathrm {d} \varphi ={\frac {1}{2}}\cdot {\frac {\Phi ^{2}}{L}}={\frac {1}{2}}\cdot L\cdot I^{2}}
fassen das zusammen. {\displaystyle \Phi } ist der magnetische Fluss (in Weber, Wb, oder Voltsekunden, Vs), {\displaystyle L} die Induktivität (in Henry, H, oder Ohmsekunden, Ωs) und {\displaystyle I} der elektrische Strom (in Ampere, A); und die Energie (in Joule, J) ist mit {\displaystyle W} bezeichnet, um sie von der elektrischen Feldstärke {\displaystyle E} zu unterscheiden.
Für den Abschaltvorgang mit einer „idealen“ Freilaufdiode gilt:
{\displaystyle i(t)=I_{0}\cdot \mathrm {e} ^{-{\frac {t}{\tau }}}}.
Die Zeitkonstante {\displaystyle \tau } ist der Quotient aus Induktivität und Drahtwiderstand {\displaystyle {\tfrac {L}{R_{\mathrm {L} }}}}, sie kann bei großen Induktivitäten hoher Güte einige Sekunden betragen.
Die Zeitkonstante gleicht derjenigen zu Beginn der Einschaltkurve:
{\displaystyle i(t)=I_{0}\cdot \left(1-\mathrm {e} ^{-{\frac {t}{\tau }}}\right)}.
Sie lässt sich durch eine an den Beginn des Strom-/Zeitverlaufs angelegte Tangente bestimmen, bei der diese den Endwert {\displaystyle I_{0}} schneidet. Zu diesem Zeitpunkt {\displaystyle t=\tau } beträgt der Wert der Stromanstiegskurve:
{\displaystyle i(\tau )=\left(1-{\frac {1}{e}}\right)\cdot I_{0}\approx 0{,}6321\cdot I_{0}}.
Die Steilheit der Tangente im Nullpunkt errechnet sich aus:
{\displaystyle \tan \alpha =-{\frac {I_{0}}{\tau }}}.
Diese Stromanstiegsgeschwindigkeit {\displaystyle {\tfrac {\mathrm {d} i}{\mathrm {d} t}}} (oft angegeben in {\displaystyle \mathrm {\tfrac {A}{\mu s}} }) ist ein wichtiger Wert für eine Vielzahl von Anwendungen, wie Thyristorschalter, Schaltnetzteile, Spannungswandler, Entstörglieder. Hier werden überall Spulen zur Energiespeicherung oder zur Begrenzung der Stromanstiegsgeschwindigkeit eingesetzt. Der Spulenstrom steigt in der Praxis aufgrund des meist relativ kleinen Realteiles der Spulenimpedanz zu Beginn fast linear mit der Zeit an. Theoretisch würde der Strom durch eine Spule an konstanter Spannung immer weiter steigen, die gespeicherte Energie würde immer schneller (proportional zum Quadrat der Zeit) größer werden. In der Praxis wird die Energie, die in einer Spule gespeichert werden kann, aus folgenden Gründen begrenzt:
- Das gegebenenfalls vorhandene Kernmaterial gerät ab einer bestimmten Flussdichte in Sättigung, wodurch die Induktivität stark sinkt (das führt zu einem schnellen und starken Stromanstieg).
- Mit steigender Stromstärke durch die Spule fällt am elektrischen Widerstand {\displaystyle R_{\mathrm {L} }} des Spulendrahts schließlich die gesamte Spannung ab, der Strom kann sich nicht weiter erhöhen.

Es wird immer mehr elektrische Leistung in Wärmeleistung ({\displaystyle I^{2}\cdot R_{\mathrm {L} }}) umgewandelt und es droht eine Überhitzung.
Aufgrund ihrer oben beschriebenen Eigenschaften können periodisch geschaltete Spulen zur Erzeugung von hohen Spannungen aus kleinen Spannungen benutzt werden (zum Beispiel: Zündspule, Spannungswandler, Funkeninduktor, Aufwärtswandler und Schaltregler).
Umgekehrt können sie zur Strombegrenzung in Wechselspannungskreisen (Vorschaltdrossel, Kommutatordrossel), und zur verlustarmen Herabsetzung von Spannungen (Abwärtswandler) und Glättung von Strömen (Siebdrossel) eingesetzt werden.

## Bedruckung/Farbcodes
Um die Induktivität einer Spule anzugeben, werden manchmal Farbcodes nach folgenden Schemata verwendet:
| Farbe   | Farbe | Induktivität in µH | Induktivität in µH | Induktivität in µH      | Toleranz |
| Farbe   | Farbe | 1. Ring            | 2. Ring            | 3. Ring (Multiplikator) | 4. Ring  |
| ------- | ----- | ------------------ | ------------------ | ----------------------- | -------- |
| „keine“ | ×     | —                  | —                  | —                       | ±20 %    |
| silber  |       | —                  | —                  | 1·10−2 = 0,01           | ±10 %    |
| gold    |       | —                  | —                  | 1·10−1 = 0,1            | ±5 %     |
| schwarz |       | 0                  | 0                  | 1·100 = 1               | —        |
| braun   |       | 1                  | 1                  | 1·101 = 10              | —        |
| rot     |       | 2                  | 2                  | 1·102 = 100             | —        |
| orange  |       | 3                  | 3                  | 1·103 = 1.000           | —        |
| gelb    |       | 4                  | 4                  | 1·104 = 10.000          | —        |
| grün    |       | 5                  | 5                  | 1·105 = 100.000         | —        |
| blau    |       | 6                  | 6                  | 1·106 = 1.000.000       | —        |
| violett |       | 7                  | 7                  | 1·107 = 10.000.000      | —        |
| grau    |       | 8                  | 8                  | 1·108 = 100.000.000     | —        |
| weiß    |       | 9                  | 9                  | 1·109 = 1.000.000.000   | —        |

| Farbe                         | Induktivität in µH | Induktivität in µH     | Induktivität in µH      | Toleranz |
| Farbe                         | 1. Ring (breit)    | 2. bis 4. Ring Ziffer* | 5. Ring (Multiplikator) | 6. Ring  |
| ----------------------------- | ------------------ | ---------------------- | ----------------------- | -------- |
| „keine“                       | —                  | —                      | —                       | ±20 %    |
| silber                        | Anfang             | —                      | —                       | ±10 %    |
| gold                          | —                  | Komma                  | —                       | ±5 %     |
| schwarz                       | —                  | 0                      | 100                     | —        |
| braun                         | —                  | 1                      | 101                     | ±1 %     |
| rot                           | —                  | 2                      | 102                     | ±2 %     |
| orange                        | —                  | 3                      | 103                     | —        |
| gelb                          | —                  | 4                      | 104                     | —        |
| grün                          | —                  | 5                      | 105                     | ±0,5 %   |
| blau                          | —                  | 6                      | 106                     | —        |
| violett                       | —                  | 7                      | 107                     | —        |
| grau                          | —                  | 8                      | 108                     | —        |
| weiß                          | —                  | 9                      | 109                     | —        |
| * Die 3. Ziffer ist optional. |                    |                        |                         |          |

Alternativ wird die Induktivität (vor allem bei höheren Werten) gemäß IEC 61605-2017 durch eine dreistellige Zahl angegeben. Dabei bedeuten
- die ersten beiden Ziffern den Wert in µH
- die dritte Ziffer die Anzahl der angehängten Nullen

Beispiel: Der Aufdruck „472“ bedeutet 4700 µH = 4,7 mH.

## Fertigung
In der Spulenwickeltechnik haben sich zahlreiche Methoden und Verfahren etabliert: Die wichtigsten sind die Linear-, Flyer- und Nadelwickeltechnik. Die Anlagen für die Spulenwicklungen kosten zwischen 150.000 Euro für einfache Maschinen und gehen bis zu 4 Millionen Euro für Anlagen der Großserienproduktion.

## Anwendungen

### Spulen mit fester Induktivität
Spulen werden u. a. in Transformatoren, Elektromagneten, Dosierpumpen, Relais, Schaltschützen, elektrodynamischen und elektromagnetischen Lautsprechern, dynamischen Mikrofonen (Tauchspule), Tonabnehmern für elektrische Gitarren oder Bässe, Stromwandlern,
als Ablenkspule an Fernsehbildröhren, in Galvanometern, Drehspulmesswerken, Dreheisenmesswerken, Elektromotoren, Zündspulen und analoganzeigenden Quarzuhren eingesetzt. In elektronischen Schaltungen kommen sie u. a. als frequenzbestimmendes Element oder als Drossel (Elektrotechnik) zu Siebungszwecken zum Einsatz.
Gewundene elektrische Leiter in Drahtwiderständen, Wendelantennen, Spiralantennen, Wanderfeldröhren und Glühwendeln werden nicht als Spulen bezeichnet.
Im Kreis verlaufende Luftspulen werden nach dem geometrischen Körper auch als Toroid bezeichnet.

### Veränderliche Induktivitäten

#### Variometer

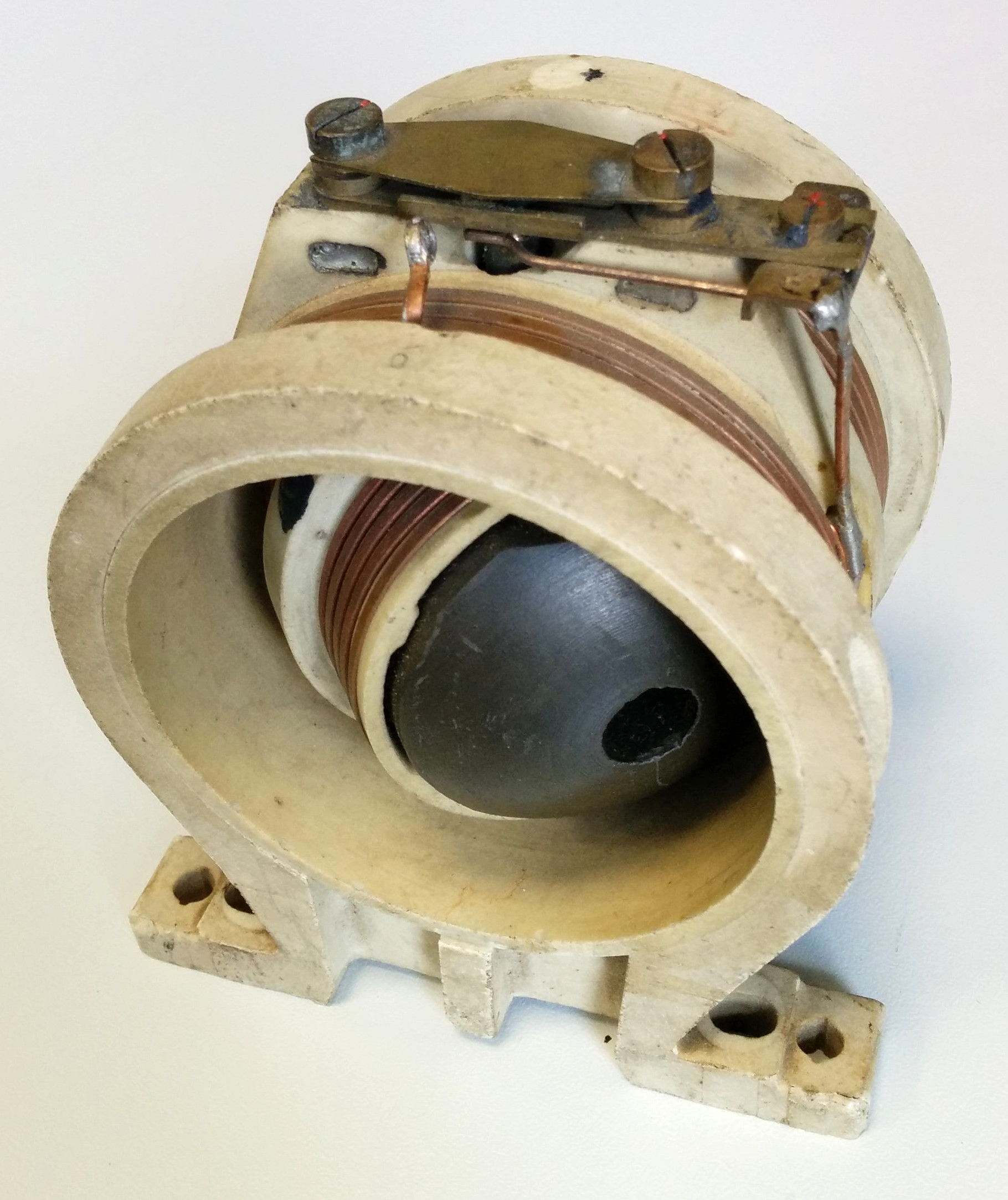
Kugelvariometer mit Ferritkern

Werden zwei Spulen, entweder in Reihen- oder Parallelschaltung elektrisch verschaltet und durch eine mechanisch veränderbare Gegeninduktivität magnetisch miteinander gekoppelt, entsteht ein Variometer. Die Gesamtinduktivität wird dabei durch die Veränderung der magnetischen Kopplung, der Gegeninduktivität, zwischen den beiden im Wert fixen Spulen erzielt. Es gibt verschiedene Ausführungsformen vom Variometer wie das Schiebespulenvariometer, das Drehspulenvariometer und das Kugelvariometer. Anwendung ist unter anderem die Anpassung der Sendeendstufen höherer Leistung an die Sendeantenne bei veränderlicher Betriebsfrequenz durch eine einstellbare Induktivität. In diesem Fall ist das Variometer üblicherweise als Luftspule ohne magnetischen Kern ausgeführt.
Eine weitere Bauform von Variometern beruht auf der Bewegung von magnetischen Kernen im Inneren von Zylinderspulen. Diese Kerne können entweder aus hochpermeablem Material sein (Induktivität erhöht sich beim Hineinbewegen) oder aus gut leitendem Metall (Induktivität verringert sich beim Hineinbewegen durch Feldverdrängung). Die erste Variante wird im Lang-, Mittel- und Kurzwellenbereich eingesetzt, die zweite im UKW-Bereich.
Die Variometerabstimmung erfolgt mit einer linearen Bewegung, weshalb sie für Senderwahltasten besser geeignet ist als die Abstimmung per Drehkondensator. Daher wurde sie trotz des höheren Aufwandes von Anfang der 1950er bis in die 1970er Jahre hinein vorwiegend in Autoradios verwendet, wo sie auch eine mechanische Senderspeicherung über mehrere Wahltasten ermöglichte. Das 1952 von Blaupunkt präsentierte erste UKW-Autoradio der Welt, der Autosuper A 52 KU hatte wie auch spätere Modelle wie die röhrenbestückten Autoradios „Schönburg“ und „Saaleck“ (beides DDR-Fabrikate, ca. 1958) vier Sendervorwahltasten mit Variometerabstimmung.

#### Abgleichspule

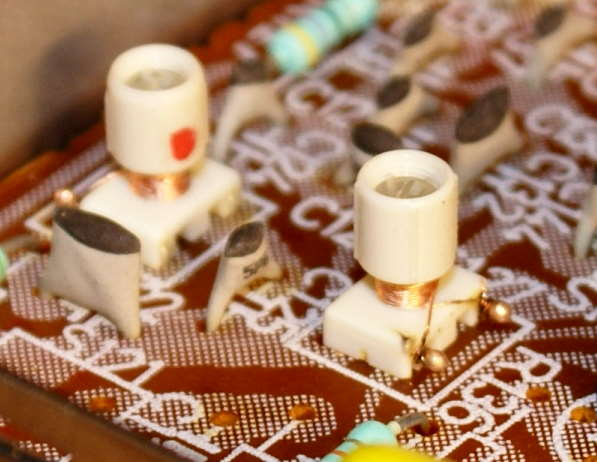
Zwei Abgleichspulen in einem Fernsehgerät aus dem Jahre 1980. Die Spulen sind etwa 8 mm hoch

Abgleichspulen sind einstellbare Induktivitäten, die zur einmaligen Einstellung (Abgleich) von frequenzbestimmenden Elementen z. B. Schwingkreisen oder Bandpässen vorgesehen sind und in dieser Funktion vergleichbar mit Trimmkondensatoren, die ebenfalls nur zum einmaligen Abgleich verstellt werden.
Durch Hinein- oder Herausdrehen des Spulen-Ferritkerns mit einem amagnetischen, nichtmetallischen Abgleichbesteck wird die erforderliche Induktivität eingestellt und so die gewünschte Resonanzfrequenz des Schwingkreises bzw. die Durchlassbreite (Bandbreite) des Bandpasses festgelegt. Wenn eine HF-Spule einen Kern aus Aluminium (oder einem anderen elektrisch leitfähigen Material) zum Abgleich hat, verringert das Hineindrehen des Kerns die Induktivität. Ein tieferes Hineindrehen bewirkt eine Verdrängung des Magnetfeldes der Spule. Oft erfolgt der Abgleich von Volldraht-Luftspulen mit wenigen Windungen auch durch mechanisches Zusammen- oder Auseinanderbiegen der Windungen.
Früher wurden Abgleichspulen in allen Bereichen der professionellen Nachrichtentechnik, in vielen elektrischen Messgeräten sowie der Unterhaltungselektronik verwendet. Speziell in der Radio- und Fernsehgerätefabrikation mit ihren großen Stückzahlen erforderte der Geräteabgleich einen hohen personellen und instrumentellen Aufwand in der Endfertigung. Mit dem technischen Fortschritt wurden die einstellbaren Induktivitäten zunehmend von speziellen Schaltungen wie der elektronischen Phasenregelschleife (PLL mit Schwingquarz) oder dem spannungsgesteuerten Oszillator (VCO) ersetzt und waren bald auch günstiger zu fertigen. Später erfolgte mit Trend zu immer höheren Frequenzen eine rein digitale Signalverarbeitung. Einzig ein Quarzkristall, der als Referenzfrequenz dient, ist abzugleichen.

#### Rollspule

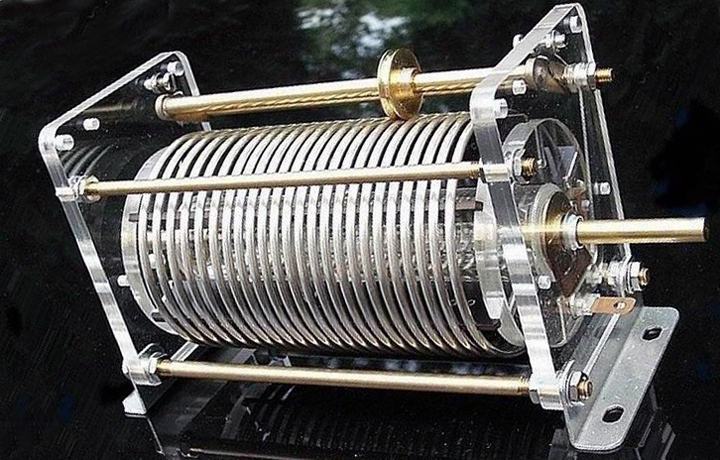
Eine Rollspule für Anpassung der Sendeantenne

Eine Roll- oder Rollenspule ist eine Spule mit einstellbarer Induktivität, welche insbesondere im Megahertzbereich und bei höheren Leistungen zur Ankopplung eines Senders im Lang-, Mittel- und Kurzwellenbereich an eine Sendeantenne Anwendung findet. Es handelt sich um passive Anpassungsnetzwerke, um die elektrische Impedanz des Sendeverstärkers an die der Antenne anzupassen. Eine Rollspule wie in nebenstehender Abbildung besteht aus einer drehbaren steifen Spule, auf deren Windungen eine kontaktierende Rolle wie auf einer Schiene läuft, wenn die Spule gedreht wird. Ebenso kann sich die Rolle, der Schleifer oder eine Kontaktzunge drehbar im Inneren der feststehenden Spule befinden. Durch die Drehung verändern sich wirksame Länge und Windungszahl beziehungsweise die Lage der Anzapfung der Spule. Je nach Ausführung können Rollenspulen in Anpassgliedern im Leistungsbereich von einigen 10 W bis zu einigen 100 kW  eingesetzt werden.
Kleinere Rollspulen, welche auch im Amateurfunk für Kurzwelle verwendet werden, sind von Hand einstellbar. Größere Rollspulen oder Rollspulen, welche im laufenden Betrieb öfter verändert werden müssen, sind motorisch angetrieben.

#### Transduktoren
Transduktoren gestatten die Veränderung der Induktivität mittels eines durch eine zweite Wicklung fließenden Gleichstromes. Sie werden auch als Magnetverstärker bezeichnet und beruhen auf der Sättigung des Kernes durch die Vormagnetisierung aufgrund des steuernden Gleichstromes. Durch diese verringern sich die Permeabilität des Kernes und damit die Induktivität der Spule.

## Bezeichnungen

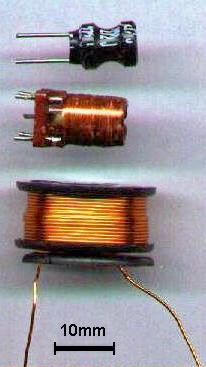
Spulen unterschiedlicher Bauformen

Wie bei vielen passiven Bauelementen tragen auch Spulen recht viele unterschiedliche Namen, die historisch gewachsen sind und sich auf die Bauform, den Erfinder, die Anwendung oder, das ist eine Besonderheit bei Spulen, als Halbfabrikat auf das damit hergestellte Bauelement zurückführen lassen.

### Bauformspezifisch
- Bifilarspule (engl.: bifilar coil) ist eine Spule mit zwei zugleich und parallel (bifilar, also mit zwei Drähten) gewickelten Wicklungen. Die beiden Wicklungen haben zueinander einen besonders hohen Koppelfaktor.
- Chipinduktivität – SMD-Spule
  - Mikroinduktivität – Spule mit besonders kleinen Abmessungen
  - Mehrschicht-Keramikinduktivität, auch Multilayer-Keramikinduktivität, SMD-Spule, hergestellt durch Sintern einer Schichtstruktur aus Ferriten und Leitpaste
- Luftspule, Spule die keinen Kern enthält und deren mechanische Stabilität sich aus der Stabilität des Wickeldrahtes ergibt
- planare Spule, auch Planarspule (auch -Induktivität, -Wicklung). Eine Spule, deren Windungen auf derselben Ebene liegen, zum Beispiel auch als Spiralspule auf einer Leiterplatte geätzt.
- Solenoid ist eine Zylinderspule
- Schwingspule und Tauchspulen sind die beweglichen Antriebseinheiten elektrodynamischer Antriebe und Lautsprecher, sie werden bei Stromdurchfluss durch die Lorentzkraft ausgelenkt

### Erfinder und Marken
- Barker-Spule ist eine massive Helmholtz-Spule und wird in der Kernspinresonanzspektroskopie (auch NMR-Spektroskopie von engl. nuclear magnetic resonance) verwendet.
- Braunbekspule dient in der geomagnetischen Forschung zur Magnetfeldmessung auf Raumfahrzeugen.
- Garrettspule in Metalldetektoren, benannt nach dem Firmengründer, vermutlich Gattungsname
- Helmholtzspule ist eine besondere Spulenanordnung zur Erzeugung eines nahezu gleichförmigen Magnetfeldes
- Pupinspule (engl. loading coil) war eine bespulte Leitung im Telefonnetz, bei der zur Verringerung der Dämpfung der hohen NF-Frequenzanteile der Telefonate Spulen eingesetzt wurden.
- Maxwellspule ist eine Spule mit einem konstanten Feldgradienten im Innern der Spule, siehe auch Helmholtzspule
- Oudinspule (engl. Oudin coil) ist eine unterbrechende Entladespule zur Erzeugung von Funken mit hohen Frequenzen
- Rogowskispule ist eine toroidförmige Luftspule und dient als Bestandteil elektrotechnischer Messgeräte zur Messung von Wechselstrom
- Teslaspule ist die mit ihrer Resonanzfrequenz angeregte Sekundärspule eines Tesla-Transformators zur Erzeugung von i. d. R. hochfrequenten Wechselströmen mit sehr hoher Spannung.

### Anwendung
- Drossel ist ein induktives Bauelement, welches zur Drosselung, Dämpfung und Funkentstörung unerwünschter Frequenzen sowie zur Strombegrenzung oder zur Energiespeicherung eingesetzt wird.
- Entmagnetisierungsspule dient zur Entmagnetisierung magnetisierbarer Teile, z. B. Loch- bzw. Schlitzmaske einer Fernseh-Bildröhre.
- Single Coil ein einspuliger Tonabnehmer für elektrische Gitarren.
- Zündspule oder Induktionsspule, ist ein Bauteil der Zündanlage eines Ottomotors oder einer Gasfeuerungsanlage zur Erzeugung hoher Impulsspannung
- Steckspule ist eine Spule auf einem Stecksockel, die durch einfaches Austauschen zur Frequenzbandumschaltung in Rundfunkempfängern und Frequenzmessern dient

### Einsatzzweck
Ablenkspule, Lautsprecherspule, Motorspule, Relaisspule, Transformatorspule, Übertragerspule und viele andere mehr sind Halbfabrikate (Wicklungen meist auf einem Wickelträger), die geeignet sind, ein Magnetfeld zu erzeugen oder zu detektieren, und Teil einer technischen Induktivität sind, eines induktiven passiven Bauelementes wie z. B. eines Übertragers oder Transformators, Teil eines elektromechanischen Bauelementes wie zum Beispiel eines Relais, Motors, Lautsprechers, Mikrofons oder Tonabnehmers oder Teil einer Bildröhre (Ablenkspule) sind.